# Thomas Vormbaum
Thomas Vormbaum (* 18. Juni 1943 in Münster) ist ein deutscher Rechtswissenschaftler. Er war seit 1994 Professor für Strafrecht, Strafprozessrecht und Juristische Zeitgeschichte an der Fernuniversität Hagen.

## Leben und Wirken
Thomas Vormbaum studierte Rechts-, Geschichts-, und Politikwissenschaft an den Universitäten Münster und Würzburg. Sein Erstes Juristisches Staatsexamen legte er 1969 beim Oberlandesgericht Hamm und das Zweite Juristische Staatsexamen 1973 ab. Anschließend promovierte er in Münster zum Dr. iur. 1975 und Dr. phil. 1979. Seine Habilitation schloss er 1985 ab. Er ist Mitglied der Vereinigung für Verfassungsgeschichte.
Er ist an der Fernuniversität Hagen im Bereich Straf- und Strafprozessrecht, der Juristischen Zeitgeschichte insbesondere zu den Methodenfragen der Juristischen Zeitgeschichte, der Strafrechtsgeschichte des 19. und 20. Jahrhunderts und im Bereich des Strafrechts zu den Rechtspflegedelikten, als auch den Aussagedelikten forschend tätig.
Er war Dekan am Fachbereich Rechtswissenschaft und hat weitere Aufgaben am Fachbereich ausgeübt. Im Wintersemester 2009/2010 war er als Gastprofessor an der Universität Bologna.

## Schriften (Auswahl)
- Zauberberg und Läuterungsberg. Dante-Rezeption bei Thomas Mann. Lit, 2. Aufl. Münster 2016.
- „Als Doktor beider Rechte.“ Heinrich Heine, das Recht und die Jurisprudenz. Lit, 2. Aufl. Münster 2016.
- Beiträge zum Strafrecht und zur Strafrechtspolitik. Lit, Münster 2011.
- Einführung in die moderne Strafrechtsgeschichte. Springer, Berlin/Heidelberg 2009.
- Der Judeneid im 19. Jahrhundert. Vornehmlich in Preußen. Ein Beitrag zur juristischen Zeitgeschichte. Berliner Wissenschafts-Verlag, Berlin 2006.
- Eid, Meineid und Falschaussage. Reformdiskussion und Gesetzgebung seit 1870. Duncker & Humblot, Berlin 1990.
- Die Lex Emminger vom 4. Januar 1924. Vorgeschichte, Inhalt und Auswirkungen. Ein Beitrag zur deutschen Strafrechtsgeschichte des 20. Jahrhunderts. Duncker & Humblot, Berlin 1988.
- Der strafrechtliche Schutz des Strafurteils. Untersuchungen zum Strafrechtsschutz des strafprozessualen Verfahrenszieles. Duncker & Humblot, Berlin 1987.
- Politik und Gesinderecht im 19. Jahrhundert (vornehmlich in Preußen 1810–1918). Duncker & Humblot, Berlin 1980.
- Die Rechtsfähigkeit der Vereine im 19. Jahrhundert. Ein Beitrag zur Entstehungsgeschichte des BGB. De Gruyter, Berlin 1976.